# 506 (číslo)
Pět set šest je přirozené číslo. Následuje po číslu pět set pět a předchází číslu pět set sedm. Římskými číslicemi se zapisuje DVI a řeckými číslicemi φς.

## Matematika
506 je:
- Deficientní číslo
- Složené číslo
- Nešťastné číslo

## Astronomie
- (506) Marion je planetka hlavního pásu, kterou v roce 1903 objevil Raymond Smith Dugan

## Ostatní
- +506 je mezinárodní telefonní předvolba Kostariky

## Roky
- 506
- 506 př. n. l.